# Narcís Colom i Molla
Narcís Colom i Molla (Calonge, Baix Empordà, 1898 – Sabadell, Vallès Occidental, 1978) fou músic instrumentista català de saxo i tible.

## Biografia[1]
Narcís Colom va néixer el 3 de desembre de 1898 a Calonge. Els seus pares eren Rafael Colom i Dominga Molla. El seu pare, natural de Fontclara (Palau-sator) treballava de fuster, però també era mestre de solfeig i instrumentista. La seva mare era natural de Calonge.
Les primeres lliçons musicals les va rebre del seu pare, com ja va fer el mateix amb el seu germà, Josep Colom i Molla. L'any 1923 apareix tocant amb la Principal Calongina, juntament amb el seu pare i el seu germà. El 27 de setembre de 1924 es va casar a Calonge amb Teresa Pallí i Vergeli, natural del poble. Aquell mateix any de 1924 va anar a tocar a la Principal del Vallès, de Sabadell, cridat pel seu germà, que ja hi tocava. I s'hi va estar fins a l'any 1932. Aquell any va decidir fundar, juntament amb el calongí Josep Jubert i Escapa, la Principal de Sabadell, que va perviure fins a la Guerra Civil Espanyola.
L'any 1939, en acabar el conflicte bèl·lic, va fundar, amb exmembres de la Principal de Sabadell, la cobla Molins, que l'any 1952 es va passar a dir cobla Sabadell. Va deixar l'agrupació l'any 1971, sobretot per problemes de visió. En aquesta formació sempre va tenir com a segon tible Francesc Gutsens, que es va jubilar un any més tard que ell.
De Colom, deien que tenia un privilegi, el morro molt dur, la qual cosa li permetia tocar peces complicades.
Va morir a Sabadell el 23 de desembre de 1978.